# Maurepas (Yvelines)
Maurepas település Franciaországban, Yvelines megyében. Lakosainak száma 19 960 fő (2022. január 1.). Maurepas Coignières, Élancourt, Jouars-Pontchartrain és La Verrière községekkel határos.

## Népesség
A település népességének változása:
| Lakosok száma | 18 928 | 18 827 | 18 840 | 18 933 | 18 281 | 18 019 | 17 683 | 18 046 | 18 611 | 19 960 |
|               | 2011   | 2013   | 2015   | 2016   | 2017   | 2018   | 2019   | 2020   | 2021   | 2022   |